# 新井清一
新井 清一（あらい きよかず、1950年 - ）は、日本の建築家。京都精華大学デザイン学部建築学科客員教授。アライ・アーキテクツ一級建築士事務所主宰。

## 来歴・人物
神奈川県横浜市生まれ。1980年中央大学商学部卒業。1983年南カリフォルニア建築大学（SCI-Arc）大学院修士課程修了。2004年慶應義塾大学大学院政策・メディア研究科博士課程修了。
1979年から1991年の間、米国のモーフォシス建築設計事務所に所属。1991年にアライ・アーキテクツ事務所を設立。
2014年より京都精華大学客員教授を務める。
主な作品に「くまもとアートポリス」（1988年）、「京都精華大学自習棟」（自在館）、「大連医科大学新校区総体計画設計」、「杖立温泉会館」など。
1985年ロサンゼルス建築学会賞、1985年カリフォルニア建築学会賞、1990年PA賞、1991年・1992年SDレビュー朝倉賞、1993年新潟市民文化ホールコンペティション優秀賞。そのほか、ロシア・バシコルトスタン共和国文化勲章「Salavat Yulayev Award 2008」を受章。